# 汤姆·穆迪
汤姆·穆迪（英語：Tom Moody，1965年10月2日—），澳大利亚男子板球运动员。他曾代表澳大利亚国家队参加1998年英联邦运动会板球比赛，获得一枚银牌。